# Fogo de contrabateria

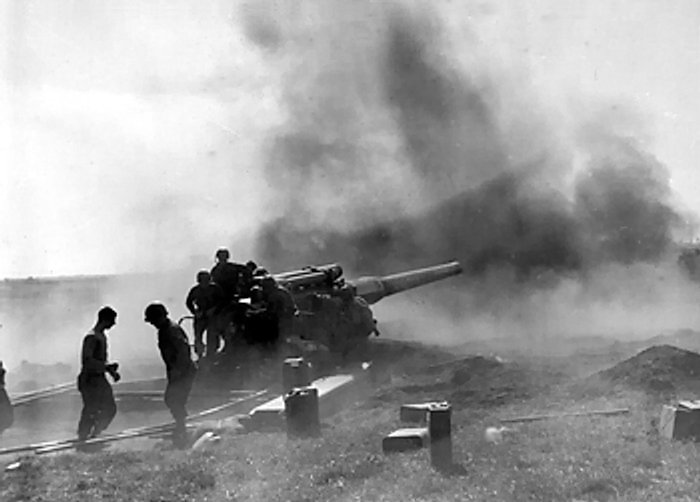
Artilharia americana em ação.

Na terminologia militar, fogo de contrabateria designa o fogo de artilharia contra as posições da artilharia inimiga, com objetivo de: Destruir peças de artilharia inimiga e causar baixas a suas guarnições; Reduzir a cadência e a precisão do fogo inimigo por efeito de supressão; Forçar o inimigo a relocar as peças, causando suspensão temporária do fogo.
A realização de fogo de contrabateria é uma das principais missões atribuídas à artilharia e consiste em bater os elementos de tiro da artilharia inimiga. Tipicamente, a artilharia inimiga seria detectada quando abre fogo e a missão de contrabateria deve ser executada ou o mais rapidamente possível antes que ela suspenda o fogo e mude de posição.
Originalmente, o fogo de contrabateria apoiava-se nos observadores de artilharia, colocados no solo ou no ar, que assinalavam a origem dos fogos da artilharia inimiga (através da observação das chamas das bocas, dos fumos e mesmo das bocas de fogo) e calculavam as soluções de tiro para contra-atacar. A observação de artilharia, bem como o reconhecimento, constituía uma das principais missões das aeronaves quando as mesmas começaram a ser usadas para fins militares. O moderno fogo de contrabateria baseia-se em radares de contrabateria, que calculam a origem dos projéteis de artilharia inimigas, com grande precisão e com grande rapidez. Aliás, a rapidez é tão grande, que o fogo de resposta pode por vezes ser iniciado ainda antes da queda dos últimos projéteis inimigos.
O desenvolvimento da capacidade de execução de um fogo de contrabateria rápido e preciso, tem levado ao desenvolvimento do conceito do "atira e foge" e à focalização no desenvolvimento de sistemas de armas de artilharia de alta mobilidade. Tipicamente, estes sistemas consistem em obuses autopropulsados como o M109 Paladin, o G6 e o 2S1 Gvozdika ou em sistemas de lançamento múltiplo de foguetes como os Katyusha e o M270 MLRS. O objetivo é que estes sistemas tenham a capacidade de disparar e então mudar rapidamente de posição ocupada antes que o fogo de contrabateria possa atingir a posição original.
A tarefa de destruir as baterias de artilharia inimigas também pode ser atribuída aos helicópteros e aviões de ataque ao solo. No entanto, a não ser que aquelas aeronaves estejam em patrulha sobre os objetivos, não são suficientemente rápidas a reagir para evitarem que as forças amigas sejam atingidas. Mais frequentemente, o fogo de contrabateria a partir da superfície teria a função de suprimir a artilharia inimiga e de a obrigar a mover-se, enquanto que as aeronaves, a seguir, lançariam um ataque ao solo para destruir o restante da artilharia inimiga.